# Amblycerus eustrophoides
Amblycerus eustrophoides är en skalbaggsart som först beskrevs av Schaeffer 1904.  Amblycerus eustrophoides ingår i släktet Amblycerus och familjen bladbaggar. Inga underarter finns listade i Catalogue of Life.